# Shinichiro Kuwada
Shinichiro Kuwada (桒田 慎一朗 Kuwada Shinichiro?), född 6 december 1986 i Hiroshima prefektur, är en japansk före detta fotbollsspelare.
Kuwada började sin karriär 2005 i Sanfrecce Hiroshima. 2011 flyttade han till Fagiano Okayama. Efter Fagiano Okayama spelade han för Nakhon Ratchasima FC. Han avslutade karriären 2014.